# Speed-Badminton-Weltmeisterschaft 2013
Die 2. Weltmeisterschaft im Speed Badminton fand vom 13. bis zum 15. Juni 2013 unter dem Namen „2nd ISBO Speedminton World Championships Germany 2013“ in Berlin statt.  Austragungsort war das Tennisgelände des LTTC Rot-Weiß Berlin. Die Finalspiele wurden im traditionsreichen Steffi-Graf-Stadion ausgetragen. Ausrichtender Verein waren die Speedminton Gekkos Berlin e. V. Gespielt wurde in zehn Kategorien, in denen über 500 Teilnehmer aus mehr als 30 Nationen in 1174 Matches um den Titel kämpften. Besonders hierbei war, dass es keine Viertplatzierten gab, da der dritte Platz nicht ausgespielt wurde. Somit gab es in jeder Kategorie zwei Bronzemedaillengewinner.

## Ablauf

### Eröffnungsfeier und erster Tag
Bei der Eröffnungsveranstaltung lief für jedes teilnehmende Land ein Fahnenträger ein, darunter auch viele aktive Spieler und der amtierende Weltmeister in der Open Division, Per Hjalmarsson. Berlins Senator für Inneres und Sport, Frank Henkel, der als Schirmherr für die Weltmeisterschaft fungierte, begrüßte die Spieler und ihre Begleiter. Anschließend erklärte ISBO-Präsident René Lewicki die WM für eröffnet. 
Bereits am ersten Tag wurden in vielen Kategorien die ersten Spiele absolviert. Im Mixed-Doppel-Finale bezwangen die Deutschen Jenny Greune und Daniel Gossen das slowakische Team Alexandra Kacvinska und Tomas Pavlovsky mit 16:11 und 16:3.

### Zweiter Tag
Das Gros der Finalspiele ging am zweiten Tag über die Bühne. In 7 von 12 Kategorien wurde der Sieger ermittelt. 
Den Anfang machten die Junioren U14 Mädchen in der angrenzenden Tennishalle. Rebeka Skerl aus Slowenien bezwang in einem engen Match ihre Kontrahentin Ema Nestakova aus der Slowakei nach drei Sätzen mit 16:9, 9:16 und 17:15. Auch bei den Jungen ging der Titel nach Slowenien. Jasa Jovan gewann souverän mit 16:11, 16:12 gegen Christoph Gerber aus Ungarn.
In der Kategorie U18 Mädchen konnte Alexandra Kacvinska aus der Slowakei ihren Titel verteidigen, sie gewann in drei Sätzen mit 16:10, 6:16, 16:9 gegen Tea Grofelnik aus Kroatien. Nicht so gut erging es ihrem Landsmann Tomas Pavlovsky, der seinen Titel nach der klaren 16:9-, 16:10-Niederlage an Bence Palinkas aus Ungarn abgeben musste.
Im Finale der Herren Ü50 bezwang Hans Granberg aus Schweden seinen britischen Gegner Robert Wynne trotz verlorenem ersten Satz mit 13:16, 16:9 und 16:8. Im Damen-Doppel gewann das ungarische Team Agnes Darnyik/Krisztina Bognar gegen Barbora und Henrietta Syc-Krivanova aus der Slowakei mit 16:9 und 16:10. Im Herren-Doppel besiegten die favorisierten Per Hjalmarson und Mattias Aronsson aus Schweden die Schweizer Ivo Junker und Severin Wirth mit 16:11 und 16:12.

### Dritter Tag
Der dritte Tag bestand aus den Halbfinals und Finals der Damen und Herren sowie dem Finale der Damen Ü35 und Herren Ü40.
Bei den Damen Ü35 bezwang die Ungarin Beata Fenyvesi ihre Landsfrau Nora Gaal mit 16:11, 16:13. In der Konkurrenz Herren Ü40 siegte Ulrich Burkhardt aus Deutschland mit 16:11, 16:12 gegen Joszef Benke aus Ungarn und verteidigte somit seinen Titel.
In einem hochklassigen Damenfinale verlor Jasmina Keber aus Slowenien den ersten Satz deutlich mit 16:9 an Marta Soltys aus Polen. Im zweiten Satz musste sie zwei Matchbälle abwehren, um dann mit 17:15 nach Sätzen auszugleichen. Im dritten Satz machte Keber es doch noch einmal spannend, bevor sie sich mit 16:14 den Titel holte und somit bei ihrer zweiten Finalteilnahme nach 2011 erstmals gewann.
Im Herrenfinale standen sich der Schwede Melker Ekberg und Patrick Schüsseler aus Deutschland gegenüber. Der Deutsche hatte im Halbfinale überraschend den Titelverteidiger geschlagen und nahm diesen Rückenwind auch mit ins Finale. Dort ließ er dem Schweden keine Chance und gewann mit 16:10, 16:13.

## Ergebnisse
Die wichtigsten Titel gingen in der Open Division Herren an Patrick Schüsseler aus Deutschland. Bei den Damen sicherte sich Jasmina Keber aus Slowenien den Titel. In der Kategorie Herren Ü40 ging der Titel an den Deutschen Ulrich Burkhardt. Im Mixed-Doppel waren Jennifer Greune und Daniel Gossen aus Deutschland erfolgreich.

### Open Division
1. Patrick Schüsseler (GER)
2. Melker Ekberg (SWE)
3. René Lewicki (GER), Per Hjalmarson (SWE)

### Damen
1. Jasmina Keber (SLO)
2. Marta Sołtys (POL)
3. Jennifer Greune (GER), Barbora Syc-Krivanova (SVK)

### Open Doppel
1. Per Hjalmarson/Björn Karlsson (SWE)
2. Severin Wirth/Ivo Junker (SUI)
3. Vladimír Pjecha/Ján Ščavnický (SVK), Daniel Gossen/René Lewicki (GER)

### Damen Doppel
1. Ágnes Darnyik/Krisztina Bognár (HUN)
2. Barbora Syc-Krivanova/Henrietta Syc-Krivanova (SVK)
3. Nóra Gaál/Bea Fenyvesi (HUN), Janina Karasek/Kasia Witwicka (POL)

### Mixed Doppel
1. Jennifer Greune/Daniel Gossen (GER)
2. Alexandra Kacvinská/# Tomáš Pavlovský (SVK)
3. Matjaž Šušteršič/Jasmina Keber (SLO), Melker Ekberg/Rebecca Nielsen (SWE)

### Herren Ü50
1. Hans Granberg (SWE)
2. Robert Wynne (GBR)
3. Lech Garwoliński (POL), Bogdan Mieżyński (POL)

### Herren Ü40
1. Ulrich Burkhardt (GER)
2. József Benke (HUN)
3. Tamás Dózsa (HUN), Konstantin Onufriychuk (UKR)

### Damen Ü35
1. Bea Fenyvesi (HUN)
2. Nóra Gaál (HUN)
3. Regina Ströbel (GER), Ute Baldauf (GER)

### Jungen U18
1. Bence Pálinkás (HUN)
2. Tomáš Pavlovský (SVK)
3. Olivér Vincze (HUN), David Zimmermanns (GER)

### Mädchen U18
1. Alexandra Kacvinská (SVK)
2. Tea Grofelnik (CRO)
3. Danaja Knez (SLO), Kristína Ščavnická (SVK)

### Jungen U14
1. Jaša Jovan (SLO)
2. Christoph Gerber (HUN)
3. Nico Franke (GER), David Camen (SUI)

### Mädchen U14
1. Rebeka Škerl (SLO)
2. Ema Nestakova (SVK)
3. Lori Škerl (SLO), Anna Andrlová (CZE)